# Мак-Керроу (озеро)
Мак-Керроу (англ. Lake McKerrow) — озеро на Южном острове Новой Зеландии.
Расположено в юго-западной части острова. Представляет собой перегороженную природной плотиной часть фьорда. Крупнейший приток — река Холлифорд.
Площадь зеркала — 28 км². Длина — 15 км. Сток озера осуществляется посредством реки Холлифорд, которая через 3 километра впадает в Тасманово море.